# Duque dos francos
O título dux et princeps Francorum, ou duque e príncipe dos francos, foi o título adotado por Pepino de Herstal após a batalha de Tertry em 687. Apesar de ele já ser o prefeito do palácio da Austrásia (desde 680), após derrotar um exército neustro-burgúndio em Tertry ele estendeu sua autoridade sobre todo o domínio franco, o primeiro prefeito a fazê-lo. Devido a isso, ele adotou a nova dignidade titular para indicar sua supremacia.
O título persistiu quando seu filho ilegítimo, Carlos Martel, também o usou após conquistar os neustrianos na batalha de Soissons. O título também apareceu depois no equivalente dux Franciae, o título dos governantes da Île-de-France, informalmente Francia. Estes, os regentes da família de Roberto o Forte, são habitualmente chamados de "duques da França" e seu título evoluiu para o nome da nação francesa (França) após um de seus membros, Hugo Capeto, ascender ao trono.